# Szul-Kult
Szul-Kult, właśc. Szul un Kultur Farband, także Centralna Żydowska Organizacja Szkolno-Oświatowa „Szul-Kult” (jid. ‏שול און קולטור פאַרבאַנד, שול קולט‎, pol. Związek Szkolny i Kulturalny) – żydowska organizacja oświatowa w II Rzeczpospolitej, założona w 1928 roku. Największe wpływy w organizacji mieli działacze Poalej Syjon – Prawicy oraz fołkiści.

## Historia
Organizacja została założona w 1928 roku, w jej utworzeniu brali udział m.in. Szalom Asz, Ignacy Schiper i Abraham Goldberg. Placówki prowadzone przez organizację miały charakter świecki, a językami wykładowymi były jidysz i hebrajski – w języku hebrajskim prowadzone były przedmioty judaistyczne, reszta zajęć odbywała się w języku jidysz. Program organizacji zbliżony był do CISZO, starano się jednak wykorzystywać również zdobycze Tarbutu. W organizacji działali w większości członkowie Poalej Syjon – Prawicy, fołkiści oraz niektórzy działacze Ligi Pomocy Pracującym w Palestynie. Rozwój organizacji finansowany był przez Joint.
W roku szkolnym 1929/1930 organizacja prowadziła 52 szkoły powszechne i przedszkola, do których uczęszczało 6519 uczniów. W roku szkolnym 1934/1935 było to już tylko 7 szkół powszechnych, 6 przedszkoli i 3 szkoły popołudniowe, do których uczęszczało 2135 uczniów. Gershon Bacon podaje, że w 1937 roku organizacja prowadziła 16 szkół, do których uczęszczało 2343 uczniów. Budżet organizacji wynosił wówczas 115 tysięcy złotych. Oprócz szkół organizacja zajmowała się również prowadzeniem kursów wieczorowych (w 1938 roku miały one 8 tysięcy słuchaczy), bibliotek (w 1938 było ich 58) i uniwersytetów ludowych (w 1938 roku było ich 17).
Podczas II wojny światowej organizacja brała udział w organizowaniu tajnego nauczania w getcie warszawskim. Po wojnie szkoły Szul-Kultu były wzorcem dla placówek oświatowych tworzonych przez Centralny Komitet Żydów w Polsce.
Działaczami Szul-Kultu byli m.in. Jochanan Morgenstern, Lejb Kac i Aron Koniński.